# Mat.Joe
Mat.Joe ist ein deutscher Produzent und DJ aus Berlin. Seine Musik bewegt sich im Bereich der House-Musik. Mat.Joe begann als gemeinsames Projekt von Matthias und Johannes. Sie veröffentlichen ihre Musik unter anderem bei den House-Labels Defected, Hot Creations, Mother Recordings, Higher Ground.

## Historie
Aufgewachsen sind Matthias und Johannes in Hannover. Später zogen sie nach Berlin um. In ihrer Jugend hatte Rap, Breakdance und Skateboarden einen prägenden Einfluss auf sie.
Seit 2024 verfolgt Matthias seine Musikkarriere als Solokünstler und führt damit das Erbe fort, das Mat.Joe über die letzten zehn Jahre aufgebaut hat.
Im Laufe der Jahre hat Mat.Joe seinen charakteristischen Sound entwickelt: House-Beats, gepaart mit rhythmischen Soul- und Hip-Hop-Elementen. Das Ergebnis ist tiefgründig, tanzflächentauglich, warm und rau zugleich.

## Diskografie (Auswahl)

### EPs
- 2012: Heart To Find (OFF Recordings)
- 2012: Showtime (OFF Recordings)
- 2013: Closer / Lingua (Katermukke)
- 2013: Burnhain (Stil vor Talent)
- 2013: Body Work (Nite Grooves)
- 2014: Sweaty Ice (Katermukke)
- 2016: Nonstop Nonsense (Hottrax)
- 2017: Positivity (Katermukke)
- 2021: Breaker EP (inkl. Andrew Azara Remix, ORIGINS RCRDS)
- 2024: Ya Still Know (This Ain’t Bristol)
- 2024: Suavecito (mit nowifi)

### Singles
- 2014: You On You (OFF Recordings)
- 2016: Weego (ITH Records, Defected)
- 2020: Off Ma Mind (Nothing Else Matters)
- 2020: Drummer Loco (mit Kevin Knapp und Maximono, Dirtybird)
- 2020: You and Me (mit Dakar, Spinnin Records)
- 2021: The Deal (Spinnin Records)
- 2021: Conga Rock (mit Diplo, Higher Ground)
- 2021: Feelike (mit Robosonic und Ashibah, Armada Music)
- 2021: Homework (D4 D4NCE)
- 2021: Pan Praise (mit C'mon & Otistic, Saved Records)
- 2022: Sunflower (mit C'mon & Otistic, Sweat It Out)
- 2022: Clove (mit Ninetoes, Moon Harbour)
- 2022: Now Is Not Forever (mit Tube & Berger, Kittball Records)
- 2022: Magic (feat. Issa, Realm)
- 2022: Peso (PRIMA)
- 2022: Tra Tra Tra (mit Ordonez, Saved Records)
- 2023: Gaida (mit C'mon & Otistic, Moon Harbour)
- 2023: Tapinha (PRIMA)
- 2023: Brand New
- 2023: Treat Myself (mit YouNotUs, Tomorrowland Records)
- 2023: Special (mit Thando1988, Fool’s Gold)
- 2023: Krayzee (mit Astro-Cat, PRIMA)
- 2023: Concussion (mit Otistic, Desert Hearts Records)
- 2023: Vanilla (PRIMA)
- 2024: Close To You (mit Thando1988, Fool’s Gold)
- 2024: Let The Beat (mit Piem, Elrow Music)
- 2024: Let The Beat – BizZa Remix (mit Piem & BizZa, Elrow Music)
- 2024: All Night Long (Mat.Joe Remix) (Kungs, Izzy Bizu, David Guetta)
- 2024: Viva la Revolution (mit Tube & Berger, Raumakustik)
- 2025: Jah Love (mit Juliet Sikora & JOHN G., Kittball Records)
- 2025: AY AY (mit Raumakustik)
- 2025: Love Stream (Nick Curly Remix, Mother Recordings)

## Auszeichnungen
- 2016: DJ Award für bester Newcomer (nominiert)[1][2]